# Sasaki Hayato
Hayato Sasaki (sinh ngày 29 tháng 11 năm 1982) là một cầu thủ bóng đá người Nhật Bản.

## Sự nghiệp câu lạc bộ
Hayato Sasaki đã từng chơi cho Montedio Yamagata, Gamba Osaka, Vegalta Sendai, Kyoto Sanga FC và Tochigi SC.